# 엑시스텐즈
《엑시스텐즈》(영어: Existenz, 영어: eXistenZ로 표현)는 1999년에 개봉한 캐나다의 SF 공포 영화이다.

## 줄거리
2030년 초고도의 지속성을 지닌 생명 공학 장치가 지속 가능성이 없는 전자 장치를 완전히 대체한 시대. 게이머들은 수술로 척추에 연결 장치인 생체 포트를 장착하고, 여기에 “엄비코드”(UmbiCord)를 삽입해 유기체 비디오 게임 콘솔인 “포드”와 연결된다. 현재 두 게임 회사 “안테나 리서치”와 “코티컬 시스테매틱스”가 경쟁 중이며, “현실주의자”라고 불리는 열성분자들은 현실 왜곡을 막으려고 이 두 회사와 싸우고 있다.
안테나 리서치의 게임 디자이너 얼레그라 겔러가 신작 가상 현실 게임 “에그지스텐즈”(eXistenZ)를 표적 집단(focus group) 앞에서 시연하던 중 현실주의자 노엘 딕터가 유기체 피스톨로 겔러의 어깨를 쏜다. 보안 요원이자 홍보 담당인 테드 파이컬은 겔러를 밖으로 데리고 나가 함께 도망친다.
겔러는 에그지스텐즈의 유일한 복사본이 든 포드가 손상된 것을 발견한다. 평생 단 한 번도 게임을 해보지 않은 파이컬은 척추에 생체 포트를 설치하고 겔러와 함께 게임 상태를 점검하는 데 동의한다. 겔러는 이를 위해 암시장 상인 개스가 운영하는 주유소로 파이컬을 데려가지만, 겔러의 목에 걸린 현상금을 노리는 개스는 일부러 파이컬에게 결함이 있는 포트를 설치한다. 파이컬이 개스를 죽인 뒤 둘은 겔러의 멘토 키리 비너커가 쓰고 있는 전 스키장 오두막으로 피신한다. 비너커와 조수는 손상된 포드를 수리하고 파이컬에게 새 생체 포트를 준다.
게임 테스트를 시작한 겔러와 파이컬은 게임 속으로 들어가고, 이들은 때때로 게임의 시스템이 설정해 둔 행동을 하게 된다. 둘은 게임 속 게임 가게 주인인 다시 네이더를 만나 새 “마이크로 포드”를 받고 이 포드를 실행하여 한층 더 깊은 가상 현실로 들어가 게임 속 공장 직원이 된다. 이들이 일하는 공장에서는 돌연변이 동물 장기와 신경계로 포드 부품을 만드는 중이다. 이들은 이들의 현실주의자 연락책이라고 주장하는 공장 동료 예브게니 너리시의 조언에 따라 공장 근처 중국 식당에서 점심으로 “특선 요리”를 주문한다. 파이컬은 먹을 수 없는 부위들을 모아 피스톨을 조립한 뒤 충동적으로 겔러를 위협하고 종업원을 쏜다.
다시 게임 가게로 가자 직원 휴고 칼로는 네이더와 너리시가 모두 코티컬 시스테매틱스를 위해 일하는 이중 첩자이며 파이컬이 죽인 종업원이야말로 진짜 연락책이었다고 말한다. 공장에서 겔러와 파이컬은 병든 포드를 찾고, 겔러는 이를 자신의 생체 포트에 꽂는다. 겔러는 이 방식으로 다른 포드들을 감염시켜 공장에 파괴 공작을 저지를 심산이다. 겔러의 몸 상태가 안 좋아지자 파이컬은 엄비코드를 자르지만 겔러는 피를 흘리며 죽어간다. 이때 너리시가 나타나 화염 방사기로 병든 포드를 불태우자 치명적인 포자들이 터져 나온다.
다음 순간 스키장 오두막에서 깨어난 겔러와 파이컬은 겔러의 게임 포드가 감염됐음을 알게 된다. 겔러는 비너커가 자신의 게임을 파괴하려고 파이컬의 새 생체 포트를 감염시켰기 때문일 거라고 추측하고 파이컬의 생체 포트에 소독 장치를 삽입한다. 이때 게임 속 캐릭터인 칼로가 나타가 현실주의자 전사임을 드러내며 겔러의 게임 포드에 총을 난사하고 겔러와 파이컬을 밖으로 데려가 에그지스텐즈의 죽음을 목격하게 한다. 파이컬은 자신들이 아직도 게임 속에 있는 것 같다고 추측하는데, 칼로는 겔러의 정체가 게임 제작자라는 걸 잘 알고 있으며 언제까지 게임 속에 숨어 있을 수 있을 것 같냐면서 겔러를 죽이려고 한다.
이때 비너커가 나타나 칼로를 쏴 죽인 뒤 자신이 겔러의 포드를 고치는 동안 겔러의 게임 데이터를 복사했으며 코티컬 시스테매틱스를 위해 일하는 이중 첩자임을 고백한다. 비너커는 겔러에게 코티컬 시스테매틱스로 오라고 설득하지만 겔러는 비너커를 죽인다. 파이컬은 만약 이게 게임이 아니라 현실이라면 겔러가 진짜 사람을 죽인 셈이라고 지적한 뒤 자신이 현실주의자이며 겔러를 죽이는 임무를 받았다고 밝힌다. 겔러는 파이컬이 중국 음식점에서 자신을 조준했을 때부터 이미 이를 알고 있었다며 파이컬의 생체 포트 내에 심었던 소독 장치를 원격으로 터트려 파이컬을 죽인다.
곧 파이컬과 겔러는 지금까지 영화에 나왔던 다른 출연자들과 함께 파란색 가상 현실 전기 기기를 착용하고 폐교회의 의자에 앉아 있는 자신들을 발견한다. 너리시는 지금까지 파이컬과 겔러가 경험한 일들은 그가 개발한 가상 현실 게임 “트랜선덴즈”(transCendenZ)의 내용이라고 말한다. 너리시는 조수 멀에게 한 게임 테스터의 발상에서 따온 반게임적 서사 요소 때문에 마음이 편치 않다고 말한다. 파이컬과 겔러는 너리시에게 다가가 현실 왜곡을 비난한 뒤 그와 멀을 쏴 죽인다. 게임 속에서 중국 식당 종업원이었던 사람이 살려 달라고 하면서 아직 우리가 게임 속에 있는 거냐고 묻자 파이컬과 겔러는 답하지 않는다.

## 출연진
- 제니퍼 제이슨 리 - 얼레그라 겔러 역
- 주드 로 - 테드 파이컬 역
- 이언 홈 - 키리 비너커 역
- 돈 매켈러 - 예브게니 너리시 역
- 캘럼 키스 레니 - 휴고 칼로 역
- 세라 폴리 - 멀 역
- 크리스토퍼 에클스턴 - 세미나 대표 역
- 윌럼 더포 - 개스 역
- 로버트 A. 실버먼 - 다시 네이더 역
- 크리스 렘키 - 노엘 딕터 역
- 빅 사하이 - 남성 조수 역

## 우리말 녹음
KBS 성우진 (2004년 10월 3일)
- 정미숙 - 얼레그라(제니퍼 제이슨 리)
- 홍성헌 - 파이컬(주드 로)
- 황원 - 비너커(이언 홈)
- 한상덕 - 네이터(로버트 A. 실버먼)
- 김준 - 개스(윌럼 더포)
- 이규화 - 세미나 대표(크리스토퍼 에클스턴)
- 박규웅 - 칼로(캘럼 키스 레니)
- 박상훈 - 중국 식당 종업원
- 이연승 - 멀(세라 폴리)
- 장호비 - 너리시(돈 매켈러)
- 최정호 - 딕터

## 같이 보기
- 대체 현실 게임
- 게임학
- 토탈 리콜